# Hugoline van Hoorn
Hugoline van Hoorn (* 1970) ist eine ehemalige niederländische Squashspielerin.

## Karriere
Hugoline van Hoorn war in den 1980er- und 1990er-Jahren auf der WSA World Tour aktiv und gewann auf dieser einen Titel. Ihre beste Platzierung in der Weltrangliste erreichte sie mit Rang 21 im Jahr 1995. Mit der niederländischen Nationalmannschaft nahm sie 1987, 1989, 1990, 1992 und 1994 an der Weltmeisterschaft teil, zudem stand sie mehrfach im Kader bei Europameisterschaften. Bei Weltmeisterschaften im Einzel stand sie zwischen 1987 und 1995 sechsmal im Hauptfeld, wo sie mehrfach die zweite Runde erreichte. Zwischen 1991 und 1995 wurde sie viermal niederländischer Landesmeister. 1998 beendete sie verletzungsbedingt ihre Karriere. Sei arbeitete im Anschluss als Berater im Sportbereich bei der Rabobank in Eindhoven.

## Erfolge
- Vizeeuropameisterin mit der Mannschaft: 1993, 1995
- Gewonnene WSA-Titel: 1
- Niederländischer Meister: 4 Titel (1991, 1993–1995)